# La Belle enchantée
Albums de Tri Yann
Le concert des 40 ans 50 ans de scène
La Belle enchantée (sous titre : « Elle étreint Yann et l'enlace... ») est le quinzième album studio du groupe Tri Yann, sorti le 15 avril 2016 et, à ce jour, le dernier album studio original du groupe. Le concept est de raconter des histoires inspirées de la mythologie bretonne, en français ancien et actuel, en breton, gallo et anglais. La poésie des contes permet une intemporalité et la musique puise à la fois dans les fonds anciens et les tendances musicales contemporaines. Le groupe passe de l'électrique à l'acoustique, de la danse à la ballade, de l'instrumental au vocal, en gardant toujours des influences de musique bretonne et celtique.

## Conception et sortie
La conception de l'album a démarré en 2013. Le groupe l'a réalisé en 2015–2016 dans son studio Marzelle de Savenay. Pascal Mandin et son assistant Gérard Goron en ont assuré l'enregistrement et la réalisation technique (prise de son, mixage, mastering et « tours de magie »).
Sorti le 15 avril 2016, La Belle enchantée est le seizième album du groupe, son vingt-deuxième en comptant les enregistrements en public. La bonne fam au courti en est le premier extrait, accompagné d'un clip réalisé par Konan Mevel, tourné à Quimper.
Les trois Jean participent à plusieurs émissions de télévision pour la promotion de l'album : Midi en France sur France 3, Vivement dimanche et Les années bonheur sur France 2.
Une tournée démarrera en septembre 2016, avec une nouvelle mise en scène et de nouveaux costumes, réalisés par Patrick et Claudine Grey. Les 4 et 5 octobre, le groupe est en concert dans la salle parisienne de L'Alhambra. Tri Yann y interprète sur scène pas moins de huit titres de La Belle enchantée sur les treize que comptent l'album : Far away from Skye, L'Ankou, la libertine et le ménétrier, Les six couleurs du monde, La bonne fam au courti, Le bal des morts-vivants, La bayadère et le roi, L'ermite et le connétable, La belle enchantée.

## Caractéristiques artistiques

### Chansons
L'album est consacré aux contes et légendes de Bretagne. Sur les douze titres qu'il contient, onze sont des compositions du groupe et le douzième est la reprise d'un air traditionnel. Roland Mogn signe les paroles des deux chansons en breton présentes sur l'album. Sant Efflam hag ar roue Arzur est un chant en breton inspiré du Barzaz Breiz, où s'ajoutent les voix féminines de Kohann et Clarisse Lavanant : le treizième titre, bonus, est un enregistrement en français de cette chanson. Les paroles d'une chanson intègrent une adaptation d'un conte d'Alphonse Allais.

### Pochette

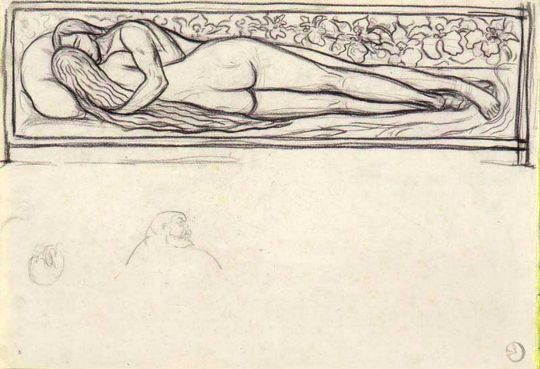
Georges Lacombe- La Conception musée beaux arts Quimper

La pochette originale est un croquis préparatoire d'une œuvre de Georges Lacombe, La Conception, un panneau de lit issu de la collection du musée des beaux-arts de Quimper : « Nous voulions quelque chose d'assez simple, dépouillé. Elle renvoie bien au titre La Belle enchantée qui est un conte inuit. ».
| Image externe |                                             |
|               | Les deux pochettes sur le site de Télérama. |

Après la sortie de l'album, le groupe est contraint de changer la pochette afin de permettre la publication sur les plates-formes d'écoute en ligne et de téléchargement. En effet, elle ne respecte pas la législation américaine au regard de la nudité, notamment la représentation des fesses de la femme. Pour contourner l'interdiction, l'œuvre a été modifiée en ajoutant un costume de bain de style 1900.

## Liste des titres
| No  | Titre                                 | Durée |
| --- | ------------------------------------- | ----- |
| 1.  | Far away from Skye                    | 3:46  |
| 2.  | L'Ankou, la libertine et le ménétrier | 3:49  |
| 3.  | Les six couleurs du monde             | 3:24  |
| 4.  | Sant Efflam hag ar roue Arzur         | 3:18  |
| 5.  | La bonne fam au courti                | 3:28  |
| 6.  | Aliénor en Arrabie                    | 4:18  |
| 7.  | The velvet otter                      | 3:40  |
| 8.  | Le bal des morts-vivants              | 3:30  |
| 9.  | La bayadère et le roi                 | 4:48  |
| 10. | Gavotten an Huñvreoùigoù              | 3:34  |
| 11. | L'ermite et le connétable             | 4:46  |
| 12. | La belle enchantée                    | 4:58  |
| 13. | Saint Efflamm et le roi Arthur        | 3:18  |

Tous les titres sont signés Tri Yann 7 - Tri Yann 7 sauf : 
- Sant Efflam hag ar roue Arzur (Roland Mogn - traditionnel)
- Gavotten an Huñvreoùigoù (Roland Mogn - Tri Yann 7)
- Saint Efflamm et le roi Arthur (Tri Yann 7 - traditionnel)

Le treizième et dernier titre est un titre bonus.

## Musiciens
- Tri Yann :
  - Jean Chocun : chant, guitares, mandoline
  - Jean-Paul Corbineau : chant
  - Jean-Louis Jossic : chant, psaltérion
  - Gérard Goron : chant, guitare, mandoloncelle, batterie, percussions, programmation
  - Jean-Luc Chevalier : guitares basse, acoustique et électrique
  - Konan Mevel : whistles, flûte, cornemuse, programmation
  - Frédéric Bourgeois : chant, claviers, orgue
  - Christophe Peloil : chant, violon, guitare basse
- Invités :
  - Bagad Saint-Nazaire (12)
  - Kohann et Clarisse Lavanant : chant (4, 13)
  - Vincent Béliard : bombarde (4, 13)
  - Amandine Alcon : harpe celtique (7)